# Rong Yiren
Rong Yiren (ur. 1 maja 1916 w Wuxi w prow. Jiangsu, zm. 26 października 2005 w Pekinie) – chiński polityk i biznesmen, wiceprzewodniczący ChRL w latach 1993-1998.
Pochodził z bogatej rodziny przemysłowców, prowadzących handel mąką oraz bawełną. W 1937 roku ukończył naukę na Uniwersytecie św. Jana w Szanghaju, po czym przejął rodzinny biznes. W 1949 roku w przeciwieństwie do wielu innych przedstawicieli elity finansowej nie uciekł na Tajwan, lecz pozostał w Chinach utrzymując przyjazne relacje z nowymi komunistycznymi władzami, co pozwoliło mu dalej prowadzić interesy. W latach 1957–1959 był wiceburmistrzem Szanghaju, następnie 1959-1966 wiceministrem przemysłu włókienniczego.
Podczas rewolucji kulturalnej jako „kapitalista” usunięty z zajmowanych stanowisk, prześladowany i szykanowany przez czerwonogwardzistów. Władze skonfiskowały wówczas jego firmy, a sam Rong został zesłany do pracy fizycznej.
Po 1978 roku stał się bliskim współpracownikiem Deng Xiaopinga i jednym z twórców chińskich reform wolnorynkowych. Założył CITIC (China International Trust and Investment Corporation), którego był pierwszym prezesem (1979-1993). W latach 1978–1983 był wiceprzewodniczącym Komitetu Krajowego Ludowej Politycznej Konferencji Konsultatywnej Chin, następnie od 1983 do 1993 roku wiceprzewodniczącym Stałego Komitetu Ogólnochińskiego Zgromadzenia Przedstawicieli Ludowych. Podczas protestów na placu Tian’anmen w 1989 roku początkowo opowiadał się za porozumieniem z demonstrantami, ostatecznie poparł jednak ich siłowe stłumienie. 
W latach 1993–1998 pełnił funkcję wiceprzewodniczącego ChRL. Pomimo dojścia do tak wysokich stanowisk państwowych, nigdy nie był członkiem partii komunistycznej.
Nazywany był często „Czerwonym kapitalistą”. W rankingu magazynu Forbes z 2000 roku został uznany za najbogatszego Chińczyka, z majątkiem szacowanym na 1,9 mld dolarów.